# Fiskhustjärnen (Rämmens socken, Värmland)
Fiskhustjärnen är en sjö i Filipstads kommun i Värmland och ingår i Göta älvs huvudavrinningsområde. Sjön har en area på 0,502 kvadratkilometer och ligger 356,1 meter över havet. Sjön avvattnas av vattendraget Fiskhusbäcken.

## Delavrinningsområde
Fiskhustjärnen ingår i det delavrinningsområde (667008-140244) som SMHI kallar för Utloppet av Fiskhustjärnen. Medelhöjden är 372 meter över havet och ytan är 2,9 kvadratkilometer. Det finns inga avrinningsområden uppströms utan avrinningsområdet är högsta punkten. Fiskhusbäcken som avvattnar avrinningsområdet har biflödesordning 4, vilket innebär att vattnet flödar genom totalt 4 vattendrag innan det når havet efter 414 kilometer. Avrinningsområdet består mestadels av skog (72 procent). Avrinningsområdet har 0,5 kvadratkilometer vattenytor vilket ger det en sjöprocent på 17,3 procent.